# Подкоморий великий литовский
Подкоморий великий литовский (до Люблинской унии подкоморий дворный литовский) — должность в Великом княжестве Литовском.
Отвечал за порядок и убранство в покоях великого князя, был его советником и входил в состав Рады Великого княжества Литовского.
После 1559 года подкомории не назначались. Должность восстановил в 1633 году великий князь Владислав Ваза.
На должность обычно назначались только представители магнатских родов, таких как Радзивиллы.

## Список великих подкомориев литовских
| Год занятия должности                 | Год сложения должности либо смерти | Лицо                      | Изображение | Примечание                                                                                  |
| ------------------------------------- | ---------------------------------- | ------------------------- | ----------- | ------------------------------------------------------------------------------------------- |
| Подкомории дворные литовские          |                                    |                           |             |                                                                                             |
| 1428                                  | 1430                               | Юрий Стромила             |             |                                                                                             |
|                                       |                                    | Пётр Римков               |             | Подкоморий великого князя Казимира Ягеллончика                                              |
| 1493                                  | 1493                               | Пётр Янович               |             |                                                                                             |
| 1496                                  | 1499                               | Пётр Радзивилл            |             |                                                                                             |
| 1506                                  | 1506                               | Пётр Нарбут               |             |                                                                                             |
| 23 июня 1506                          | 1527                               | Андрей Давойна            |             | Умер                                                                                        |
| 6 августа 1527                        | 1544                               | Николай Пац               |             | Одновременно ловчий ВКЛ Стал подляшским воеводой                                            |
| 1544                                  | 16 октября 1559                    | Григорий Ходкевич         |             | Одновременно витебский (1554-1559) и киевский (1555-1559) воевода. Стал трокским каштеляном |
| В 1559-1633 подкомории не назначались |                                    |                           |             |                                                                                             |
| Великие подкомории литовские          |                                    |                           |             |                                                                                             |
| 10 февраля 1633                       | 18 апреля 1646                     | Януш Радзивилл            |             | Стал жемайтским старостой                                                                   |
| 28 апреля 1646                        | 1698                               | Феликс Ян Пац             |             |                                                                                             |
| 2 февраля 1698                        | 1702                               | Ян Кристоф Пац            |             | Умер                                                                                        |
| 27 июня 1702                          | март 1734                          | Эрнест Богуслав Денгоф    |             | Умер                                                                                        |
| июль 1734                             | 1 января 1736                      | Игнацы Завиша             |             | Стал маршалком надворным литовским                                                          |
| 1 января 1736                         | 20 мая 1742                        | Ежи Август Мнишек         |             | Стал надворным маршалком коронным                                                           |
| 21 мая 1742                           | 19 сентября 1759                   | Ян Кароль Мнишек          |             | Умер                                                                                        |
| 20 сентября 1759                      | 17 октября 1779                    | Станислав Радзивилл       |             | Отказался от должности                                                                      |
| 20 ноября 1779                        | 18 сентября 1786                   | Иероним Винцент Радзивилл |             | Умер                                                                                        |
| 16 ноября 1786                        | 23 ноября 1790                     | Мацей Радзивилл           |             | Стал виленским каштеляном                                                                   |
| 24 ноября 1790                        | 19 мая 1791                        | Станислав Солтан          |             | Стал маршалкком надворным литовским                                                         |
| 19 мая 1791                           | 1795                               | Людвик Шимон Гутаковский  |             | сложил должность в связи с прекращением существования Речи Посполитой                       |